# Malthomethes oregonus
Malthomethes oregonus är en skalbaggsart som beskrevs av Kenneth Fender 1975. Malthomethes oregonus ingår i släktet Malthomethes och familjen Omethidae. Inga underarter finns listade i Catalogue of Life.